# Хаус (Њу Мексико)
Хаус (енгл. House) град је у америчкој савезној држави Њу Мексико.

## Демографија
По попису из 2010. године број становника је 68, што је 4 (-5,6%) становника мање него 2000. године.
| Група             | 2000.      | 2010.      |
| Белци             | 65 (90,3%) | 60 (88,2%) |
| Афроамериканци    | 0 (0,0%)   | 0 (0,0%)   |
| Азијати           | 0 (0,0%)   | 0 (0,0%)   |
| Хиспаноамериканци | 5 (6,9%)   | 8 (11,8%)  |
| Укупно            | 72         | 68         |